# 58er-Regelung
Die 58er-Regelung war eine Sonderregelung beim Bezug von Arbeitslosengeld, die in § 428 SGB III geregelt war. Die Regelung war befristet; die Befristung wurde mehrfach verlängert, zuletzt bis 2008.
Arbeitslose Personen, die das 58. Lebensjahr vollendet hatten, konnten sich per schriftlicher Erklärung aus der Vermittlung abmelden. Dadurch behielten sie ihren Anspruch auf Arbeitslosengeld, mussten aber keinerlei Bemühungen zur Erlangung eines Arbeitsplatzes vorweisen. Eingeführt wurde diese Vorschrift als § 105c Abs. 1 AFG am 20. Dezember 1985, da es für diese Personengruppe nahezu unmöglich war, ihnen einen neuen Arbeitsplatz entsprechend ihrer bisherigen Tätigkeit zu vermitteln. So sollte es diesen Personen ermöglicht werden, ohne die sonst üblichen Verpflichtungen bis zur Altersrente von Arbeitslosengeld und anschließend der damaligen Arbeitslosenhilfe zu leben.
Mit den Hartz-Reformen wurde die Arbeitslosenhilfe abgeschafft. Zwar gab es eine gleichlautende Regelung für das Arbeitslosengeld II (§ 65 Abs. 4 SGB II), hier mussten sich jedoch die Arbeitslosen der üblichen Anrechnung von Einkommen und Vermögen aussetzen lassen. Diese Praxis wurde vom Bundessozialgericht bestätigt. Eine Verfassungsbeschwerde nahm das Bundesverfassungsgericht nicht zur Entscheidung an.
Für Personen, die unter die 58er-Regelung fielen, galt bei der Erreichbarkeitsanordnung eine Sonderregelung: diese Personen durften sich bis zu 17 Wochen außerhalb des zeit- oder ortsnahen Bereichs aufhalten.
Die 58er-Regelung gilt heute nur noch für solche Personen, die bereits vor dem 1. Januar 2008 das 58. Lebensjahr vollendet und einen Anspruch auf Leistungen hatten. Diese Personen sind somit mindestens 74 Jahre alt, haben somit das Alter für eine Regelaltersrente erreicht, und haben somit keinen Anspruch mehr auf Arbeitslosengeld. Folglich betrifft die Regelung niemanden mehr.